# Coro El Castel di Sanguinetto
Il Coro El Castel  di Sanguinetto nasce nel 1974 nel periodo  delle domeniche a piedi, conseguenza della crisi petrolifera degli anni '70, per iniziativa di un gruppetto di amici appassionati di musica e di canto corale in particolare.
Nasce come coro alpino, con sole voci maschili, con il repertorio classico di canzoni di montagna e di guerra, ma, nel corso degli anni, sia per scarsità di materiale umano sia per convinzione si allarga il repertorio a canti popolari, a volte inediti, della terra veneta, nel gruppo entrano le voci femminili. Con L'attuale maestro, Federico Donadoni, il coro prende un repertorio più "moderno", con le cante del Quartetto Cetra, armonizzate da Mario Lanaro.
L'attività concertistica è ricca di esibizioni in Italia ed all'estero, delle quali si citano le più importanti. 
Dopo il primo LP del 1981 il Coro è a Monaco di Baviera nel 1982, al Festival di Stettino e poi al Convegno Internazionale di Cori in Vaticano nel 1985.
Nel 1986, dopo Fermo e Laigueglia, è Vienna ad ospitare l'esibizione del Coro.
Il 1987 vede la conquista del 1º premio in un importante concorso veronese con il brano E ti moro di Bepi De Marzi ed un invito prestigioso da un circolo culturale di Budapest.
Il 1989 è particolarmente significativo, oltre che per i concerti, per la registrazione del secondo disco imperniato soprattutto sulla ricerca di antiche cante popolari venete.
Il coro torna ad esibirsi a Vienna (1990), è in Valsugana ed a Mantova (Teatro Bibiena) nel 1993, a Berlino, Stettino e Jesi nel 1994.
In occasione delle celebrazioni per Federico II di Svevia si esibisce a Brindisi nel 1995. L'anno seguente è presente in terra friulana per le manifestazioni in ricordo del terremoto di 20 anni prima e riconquista il 1º posto al Concorso Veronese per nuove armonizzazioni e composizioni.
Nel 1997 è protagonista di un'importante iniziativa storico-musicale nel castello di Sanguinetto: Scaligeri e Gonzaga in coro.
Nel 1998 è a Budapest, dopo Pistoia e Torino, e l'anno dopo registra il terzo disco, compendio di 25 anni di attività.
Nel 2000, per il Giubileo, è a Tivoli, a Cremona ed a Comacchio; poi (2001) ancora a Vienna.
È la Croazia (Spalato e Dubrovnik) che ospita il coro nel 2002, poi la Sardegna (2003), Zagabria (2005), Corserey nella zona del Gruyere della Svizzera francese (2006). Poi l'Ungheria nel 2007, Solingen in Germania nel 2008 e, nello stesso anno, in occasione dell'Anno Paolino, Roma (S.Paolo Fuori le Mura) con cori da tutta Italia (3000 cantori).
Ogni anno il coro organizza, nella cornice del castello medievale di Sanguinetto, una rassegna di complessi corali italiani ed esteri, per la promozione del canto corale.